# ألبرتو كاردوسو
ألبرتو كاردوسو (17 أكتوبر 1906 بلشبونة في البرتغال - ) هو لاعب كرة قدم برتغالي في مركز الهجوم. لعب مع نادي بنفيكا.